# 君が若者なら (ジャニーズの曲)
『君が若者なら』（きみがわかものなら）は、1966年1月25日に発売された、ジャニーズの6枚目のシングルである。

## 概要
付録としてカレンダー（半年分）が封入されていた。 B面曲は中谷良のソロ名義作品で、後に後輩の北公次、豊川誕がカバーした。
2022年3月時点 未CD化。

## 収録曲
演奏:ビクター・オーケストラ
1. 君が若者なら [3:30]
  - 作詞：江間章子/作曲・編曲：藤田敏雄
2. ひとりぼっちになったとき [3:56]
  - 作詞：竹内伸光、作曲・編曲：東海林修